# ビアンカ・マジョーリー
ビアンカ・マジョーリー（Bianca Majolie、出生名Bianca Maggioli、1900年9月13日-1997年9月6日）は、イタリア生まれのアメリカのストーリーアーティスト、コンセプトアート作家、ライター。1935年に、女性で初めてウォルト・ディズニー・カンパニーのストーリー部門で働いた。

## 生涯

### 生い立ち
1900年9月13日、イタリアのローマでビアンカ・マッジオーリ（Bianca Maggioli）として生まれた。1914年、一家でシカゴに移住した。シカゴではシカゴ美術館美術学校とマッキンリー高校の芸術クラスで学んだ。マッキンリーで学んでいるとき、フランス語教師のジョセフィン・マックにより、名前をブランシュ・マジョーリー（Blanche Majolie）に変えられた。なお、後にウォルト・ディズニーによって、名前はビアンカに戻されることになる。そのディズニーは1年生のとき、マッキンリーの同じ学校にいた。しかしディズニーは1918年、第一次世界大戦に参加するため中退して赤十字に志願した。マジョーリーによれば、ディズニーとその友達がどういう人だったかは知らず、GIの制服を着て学校に戻ってきて、別れを言うときに1度だけ会ったという。マジョーリーが卒業証書を渡すと、ディズニーはそれに絵を描いてくれたという。
卒業後、ニューヨークに行きグランド・セントラル美術学校で人物画とデザインを学び、アート・スチューデンツ・リーグ・オブ・ニューヨークで粘土彫刻を学び、レオナルドダヴィンチ美術学校で「線の連続性の描画」を学んだ。1929年、アーンショー出版でファッション関係のフリーの芸術家として働き、1934年までの5年間J.C.ペニーでアートディレクターとパンフレットのデザイナーとなった。同時期、キング・フィーチャーズ・シンジケート主催のコンテスト用として、世界恐慌のさなかに仕事を探すステラという少女を描いた漫画を提出した。
1934年、ディズニーに手紙を書き、ディズニーのアニメーション部門で働きたいことを伝えた。手紙には漫画を描いていること、一度会ってほしいことを書き、さらに、「私は5フィートくらいしかないので、かみついたりしません」とつづった。それに対してディズニーは、「かみついてもらえないのは残念だ」と返している。2人は手紙でやり取りし、1935年2月にタム・オ・シャンター・インで対面して昼食をとった。そこで「ステラ」のサンプルを見てその能力を評価したディズニーは、マジョーリーをストーリー部門に雇った。

### ディズニーでの活動
1935年、ストーリー部門は男性が担っていて、少なくとも15人の男性がいた。仕上げ部門には女性が多かったが、ストーリー部門での女性採用は初めてであった。給料は平均で週75ドルから85ドルであったが、マジョーリーの初任給は週18ドルだった。
この当時、ストーリー部門の会議は主にスラップスティックなアイディアを出すために開かれていた。同じ年、マジョーリーは「赤ちゃん象のロマンス（The Romance of Baby Elephant）」という13ページの概要を提出した。これは1936年にシリー・シンフォニーの一篇「子ぞうのエルマー」となった。マジョーリーによって描かれた愛情のこもった物語は、後にアニメーターのフランク・トーマスとオリー・ジョンストンに称賛された。2人は、マジョーリーの貢献について、「我々はこの重要な教訓を学ばなければ、いかなる映画を作ることもできなかったでしょう。ペーソスは、コメディーがもろくなってゆくのを防ぐための気持ちと暖かみを与えるのです」と書いている。
1937年、ディズニーはカルロ・コッローディの小説『ピノッキオの冒険』を映画化することを決めた。マジョーリーは、ストーリー部門で唯一イタリア語ができたので、ディズニーから、原作の新たな英訳を依頼された。マジョーリーは翻訳作業を進めるうち、映画化には主人公ピノキオの性格に奥行きを持たせ、もっと共感できるものにする必要があると感じた。ディズニーもマジョーリーと同じ考えを持つにいたり、途中まで作られていた脚本を没にして書き直すことにした。こうして完成した『ピノキオ』は1940年に公開されたが、当時映画のクレジットに女性の名前が記されることは少なく、マジョーリーの貢献についてもほとんど公にならなかった。
1940年公開の『ファンタジア』では、くるみ割り人形を使用することを提案し、芸術家のAl Heathと共同で同曲の部分のコンセプチュアルアートワークを担当した。今作では、クレジットにマジョーリーの名前が載った。
しかし『ファンタジア』公開時、マジョーリーはうつ状態にあり、この映画を見ることはなかった。「子ぞうのエルマー」以降、マジョーリーは新たな脚本をいくつも作成したが、それらは採用されなかった。シナリオ会議で自分の案を発表しても怒鳴られることがしばしばで、会議の途中で逃げ出すこともあった。しだいにマジョーリーは同僚と距離を置き、職場の自分の部屋でワインを飲むようになっていた。
この時期、ストーリーのアウトラインをいくつか書き、『シンデレラ』（1950年）と『ピーター・パン（1953年）』の初期バージョンのストーリーを描いたイラストを作った。そして『みにくいあひるの子』（1939年）の仕事をした後、「興味を失った」マジョーリーは長期休暇をとった。1940年6月1日、スタジオに戻ると、自分が使っていた道具が部屋になく、机には知らない男性が座っていた。そして自分が解雇されたことを知らされた。

### ディズニー退社後
ディズニー社を退職後の1942年、アメリカの芸術家カール・ハイルボーンと結婚した。その後は個人的にガラスパネルと陶芸彫刻を作りつつ、短期間シカゴに戻り、著書『子供たちの宝物（The Children's Treasury）』の挿絵を描いた。1953年、夫婦でハイルボーン・スタジオ・ギャラリーをロサンゼルスに開業し、そこで自分たちや他の芸術家たちの作品を取り上げた。ハイルボーンは1954年4月26日に心臓発作で死去した。そしてマジョーリーは、1997年の9月6日に96歳で死去した。